# Budynek zeroenergetyczny
Budynek zeroenergetyczny (również dom zeroenergetyczny, budynek zerowej energii netto – ZNE) – budynek o zerowym zużyciu energii netto i zerowej emisji dwutlenku węgla rocznie. Budynki które wytwarzają nadwyżkę energii w ciągu roku mogą być nazywane „plus-energetycznymi”.
Tradycyjne budynki zużywają 40% całkowitej energii paliw kopalnych w USA i Unii Europejskiej oraz w znacznym stopniu przyczyniają się do emisji gazów cieplarnianych. Zerowe zużycie energii netto, jest postrzegane jako sposób na zmniejszenie emisji dwutlenku węgla oraz zmniejszenie uzależnienia od paliw kopalnych. Choć budynki energooszczędne pozostają rzadkością nawet w krajach rozwiniętych, to zyskują na znaczeniu i popularności.
W budynkach zeroenergetycznych energia jest wytwarzana lokalnie, dzięki połączeniu technologii wytwarzania energii ze źródeł alternatywnych, takich jak energia słoneczna i wiatr, przy jednoczesnym zmniejszeniu całkowitego zużycia energii z wysoce energooszczędnymi systemami ogrzewania, wentylacji, klimatyzacji i technologii oświetleniowych. Technologia budynków zeroenergetycznych staje się coraz bardziej praktyczna, wraz ze spadkiem cen alternatywnych technologii energetycznych, oraz wzrostem cen tradycyjnych paliw kopalnych.
Rozwój nowoczesnych budynków zeroenergetycznych stał się możliwy nie tylko przez postęp w nowych technologiach budownictwa, ale także znacznie poprawił się poprzez badania naukowe, które zbierają dokładne dane dotyczące wydajności energetycznej w budynkach tradycyjnych i eksperymentalnych i zapewniają wydajność parametrów dla zaawansowanych modeli komputerowych do przewidywania skuteczności projektów konstrukcyjnych.
Zeroenergetyczna koncepcja pozwala na szeroki zakres rozwiązań z powodu wielu możliwości do wytwarzania i magazynowania energii. w połączeniu z wieloma sposobami pomiarów energii (w odniesieniu do kosztów, energii lub emisji dwutlenku węgla).

## Wygląd i konstrukcja
Najbardziej opłacalne kroki w kierunku zmniejszenia zużycia w budynku energii występują zwykle podczas procesu projektowania. W celu osiągnięcia efektywnego wykorzystania energii, zeroenergetyczny projekt w sposób znaczący odbiega od tradycyjnej praktyki budowlanej. Wybrani projektanci budynków zeroenergetycznych zazwyczaj łączą pozyskiwanie energii poprzez światło i ciepło słoneczne, występujące wiatry, i chłód ziemi poniżej budynku. To połączenie może zapewnić światło dzienne i stabilną temperaturę wewnętrzną przy użyciu minimalnych możliwości mechanicznych. Budynki zeroenergetyczne są zwykle zoptymalizowane do korzystania z zysków ciepła słonecznego. W tym celu stosuje się instalacje z kolektorami słonecznymi o dużej powierzchni oraz pojemnymi zasobnikami pozwalającymi przechowywać ciepło przez długi czas. Budynki zeroenergetyczne w większości klimatów są bardzo dobrze zaizolowane termicznie. Budynki te powinny również mieć zwartą bryłę i dach na którym łatwo można zamontować kolektory słoneczne.
Budowa takiego budynku zależy od takich parametrów jak orientacja budynku (w stosunku do dziennej i sezonowej pozycji słońca), typu okien i drzwi i ich rozmieszczenia, rodzaju izolacji i jakości elementów budowlanych, szczelności, sprawności urządzeń ogrzewania, chłodzenia, oświetlenia i innych, a także klimatu lokalnego. Te symulacje pomagają projektantom przewidzieć, jak budynek wykonać zanim zostanie zbudowany, i umożliwić im modelowanie gospodarczych i finansowych konsekwencji budowania. Umożliwia sporządzenie analizy kosztów i korzyści budowy budynku zeroenergetycznego.

## Oszczędności
Zeroenergetyczne budynki posiadają z istotne funkcje oszczędzania energii. Energia przeznaczona na ogrzewanie i chłodzenie jest obniżona za pomocą wysokiej wydajności sprzętu, dzięki zastosowaniu izolacji, okna o niskim współczynniku przenikania ciepła, wentylację naturalną, i inne techniki. Funkcje te różnią się w zależności od stref klimatycznych, w których budynek występuje. Energię przeznaczoną na cele ogrzewania wody można obniżyć przy użyciu ogrzewania słonecznego wody i wysokiej sprawności urządzeń grzewczych wody. Ponadto przestrzenie ze świetlikami lub tubami solarnymi mogą dostarczyć 100% dziennego oświetlenia w domu. Nocne oświetlenie jest zazwyczaj wykonane jako fosforescencyjne i oświetlenie LED, które używają 1/3 lub mniej energii niż żarówki. Zapotrzebowanie na energię może być zmniejszone przez wybór efektywnych urządzeń z minimalizacją zapotrzebowania oraz możliwością przejścia w stan oczekiwania.
Zeroenergetyczne budynki często są zaprojektowane tak, aby wykorzystanie energii było dwu-funkcyjne, na przykład użycie lodówki do zrobienia kawy z ekspresu (lodówka dwu-funkcyjna), wyposażenie wentylacji i klimatyzacji w wymienniki ciepła, wykorzystanie ciepła od maszyn biurowych i komputerów i wysokiej temperatury ludzkiego ciała do ogrzania budynku.
Do produkcji ciepła i energii elektrycznej w budynku mogą być wykorzystane ogniwa słoneczne lub turbiny wiatrowe oraz biopaliwa. Nadmiary energii magazynuje się w warstwach wodonośnych, w odwiertach geologicznych zarówno w podłożach piaskowych, jak i skalnych, dołach wypełnionych żwirem i wodą, czy zalanych kopalniach. System STES może być również używany do chłodzenia latem, przechowując chłód w wymienniku gruntowym.

## Zalety i wady
Zalety
- oszczędności dla właścicieli budynków z przyszłych podwyżek cen energii
- zmniejszone miesięcznie koszty utrzymania budynku
- niezależność od dostawy energii

Wady
- koszty budowy mogą być wyższe
- niewielu projektantów lub budowniczych posiada niezbędne umiejętności i doświadczenie, aby zbudować budynek zeroenergetyczny